# Indochina francesa
La Indochina francesa (en francés: Indochine française; en vietnamita: Đông Dương thuộc Pháp; en vietnamita: 聯邦東洋 (Chữ Hán); en cantonés, 印度支那聯邦; tailandés, สหภาพอินโดจีน; en laosiano, ຝຣັ່ງແຫຼັມອິນດູຈີນ; camboyano, សហភាពឥណ្ឌូចិន;) fue un territorio colonial francés situado en la región asiática de Indochina y la parte norte de la península de Leizhou. Fue oficialmente conocida como Unión Indochina (en francés: Union indochinoise; en vietnamita: Liên bang Đông Dương) desde 1887. A partir de 1941, recibió el nombre de Federación Indochina (en francés: Fédération indochinoise) como parte de la Unión Francesa.
Esta federación de territorios del Imperio colonial francés se formó en 1887 por la agrupación de las tres regiones vietnamitas (Cochinchina, Tonkín y Annam) con Camboya. Laos quedó bajo el control francés en 1893 y se convirtió en parte de Indochina en 1899. Finalmente, los chinos arrendaron el territorio de Guangzhouwan, parte de la hoy Zhanjiang, que se agregó en 1898 como dependencia. En 1902 la capital colonial fue trasladada de Saigón (en la Cochinchina) a Hanói (en Tonkín) y nuevamente a Da Lat (Annam) en 1939. En 1945 se mudó de nuevo a Hanói.
Durante la Segunda Guerra Mundial la colonia fue administrada por la Francia de Vichy y quedó bajo ocupación japonesa hasta 1945, cuando los japoneses derrocaron al régimen colonial. A comienzos de 1941 el Viet Minh, una guerrilla comunista liderada por Hồ Chí Minh, comenzó una revuelta contra el poder colonial francés y la ocupación japonesa, que tras el final de la guerra mundial desembocaría en la conocida como guerra de Indochina (1946-1954). En Saigón el anticomunista Estado de Vietnam, liderado por el antiguo emperador vietnamita Bảo Đại, obtuvo su independencia en 1949, mientras el Reino de Luang Prabang y Camboya obtenían mayor autonomía. El 22 de octubre y el 9 de noviembre de 1953, el Reino de Laos y el Reino de Camboya proclamaron su respectiva independencia. Tras los acuerdos alcanzados durante la Conferencia de Ginebra, el Viet Minh reafirmó su gobierno sobre Vietnam del Norte, en tanto el gobierno de Bảo Đại continuó sus actividades y poder en Vietnam del Sur; los franceses evacuaron Vietnam y la Indochina francesa llegó a su fin.
Los acuerdos de Ginebra significaron el final del poder colonial francés en la península de Indochina y también el principio del fin de su imperio colonial.

## Historia

### Presencia europea anterior
Los portugueses fueron los primeros que desembarcaron en las costas de Indochina en 1511. Los españoles llegaron poco tiempo después y mantuvieron un trato con los habitantes de la región, que se mantuvo estable durante largo tiempo. Más tarde los holandeses construyeron una factoría en Hanói, capital de Tonkín. Los primeros misioneros católicos desembarcaron en Cochinchina en el año 1615 y en Tonkín en 1626. Los comerciantes de la Compañía Holandesa de las Indias Orientales se establecieron en Tonkín en 1636, los ingleses en 1672 y los franceses en 1684. Con respecto a España, los primeros datos sobre contactos con el rey de Annam fueron por medio de sus misioneros. La embajada española realizada en 1645 constó de varios religiosos y soldados. Los embajadores fueron recibidos por el rey de Annam y 4000 hombres de las tropas annamitas. El 7 de julio de 1676 varios dominicos españoles de las Filipinas se encargaron de la misión de Tonkin central. Pero a partir del siglo XVIII fueron perseguidos, resultando asesinados muchos misioneros: Leziniana (1745), Castañeda (1773), Odorico (1834), el obispo Ignacio Delgado (1839), Henarez Fernández y Jiménez (1839). Por otro lado, desde finales del siglo XIX (1887), Francia trataba de extender su imperio por Asia con ciertas ventajas sobre los británicos, sobre todo en zonas de influencia china como el Reino de Annam (posteriormente Vietnam).
Las relaciones franco-vietnamitas comenzaron a principios del siglo XVII con la llegada del misionero jesuita Alexandre de Rhodes. Alrededor de ese tiempo, Vietnam acababa de comenzar su expansión hacia el sur (Nam Tiến), la ocupación del delta del Mekong, un territorio que formaba parte del Imperio jemer y, en menor medida, el reino de Champa que habían derrotado en 1471.
En 1787 el rey Nguyen Anh fue expulsado de Cochinchina a causa de una sublevación, debido a esta situación realizó un pacto con Luis XVI por el cual cedía a Francia la península de Turana más dos pequeñas islas a cambio de prestarle apoyo bélico. En 1789 llegó a Cochinchina procedente de Siam el obispo francés Pierre Pigneau de Behaine, en calidad de plenipotenciario de Luis XVI. Pigneau de Behaine consiguió derrotar a los sublevados. Con esta victoria, Nguyen Anh pudo proclamarse emperador bajo el nombre de Gia Long, llevando a cabo la unión de Tonkín y Cochinchina con Annam (1802). Bajo el reinado de sus sucesores fueron perseguidos los cristianos, cuyas comunidades de origen español y francés se habían extendido amenazando la independencia del imperio. Las persecuciones aumentaron bajo el reinado de Tu-Duc, lo que sirvió como pretexto a Francia para enviar una escuadra a las órdenes de Lilieux Villeneuve. Con esta premisa subyace un camino a la creación de una futura colonia en la zona.

### Orígenes del establecimiento francés

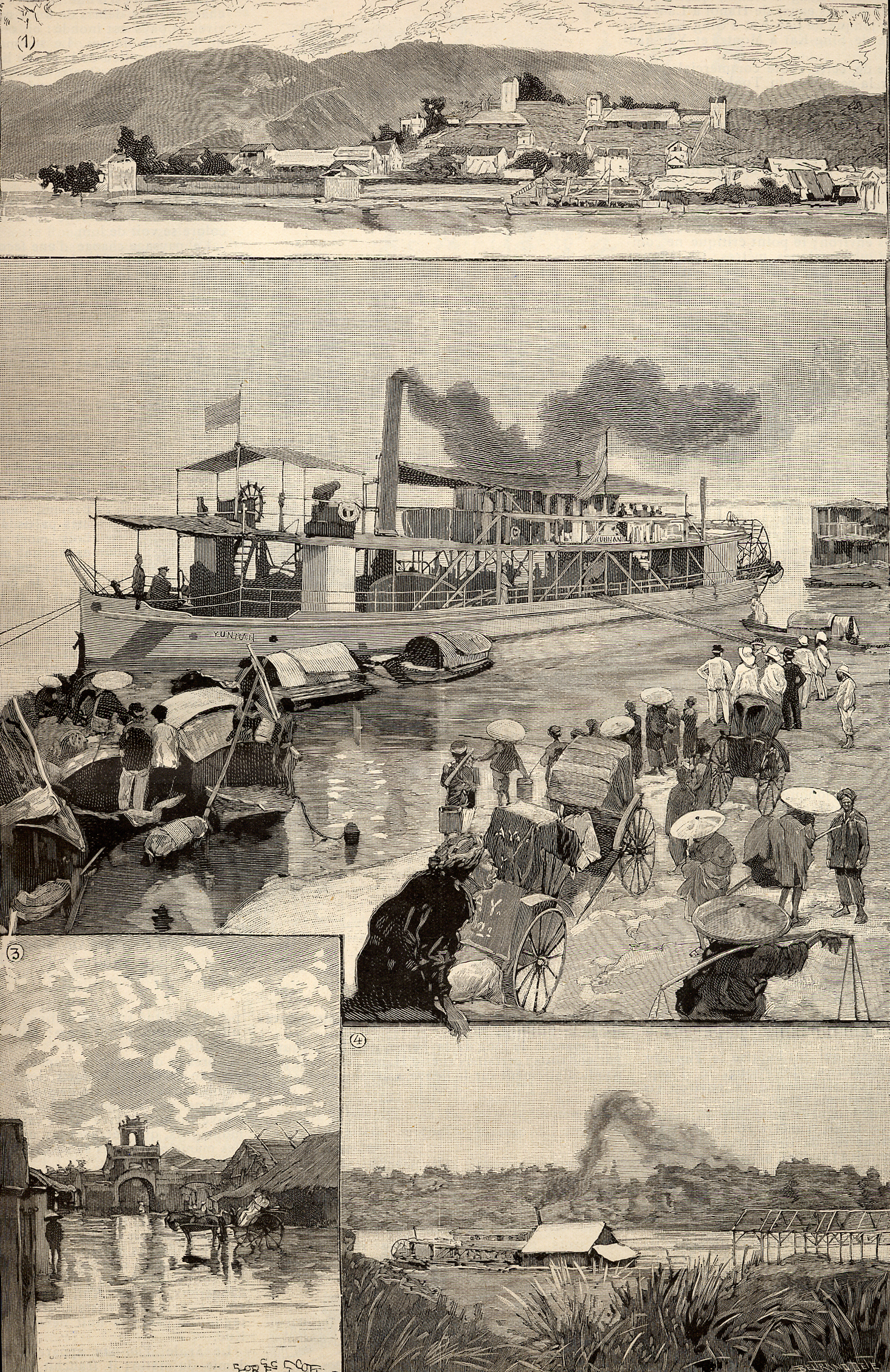
Indochina en 1891 (aparecido en Le Monde Illustré).
1. Panorama de Lac-Kaï, Puesto fronterizo francés en China.
2. Yun-nan, en los muelles de Hanói.
3. Calle inundada en Hanói.
4. Llanura de Hanói.

El Imperio colonial francés estuvo muy involucrado en Vietnam en el siglo XIX; a menudo, la intervención francesa se llevó a cabo para proteger el trabajo de la Sociedad de las Misiones Extranjeras de París en el país. Por su parte, la dinastía Nguyễn vio cada vez más a los misioneros católicos como una amenaza política; las cortesanas, por ejemplo, una facción influyente en el sistema dinástico, temían por su estatus en una sociedad influenciada por una insistencia en la monogamia.
A mediados del siglo XIX y como consecuencia del asesinato de 10000 cristianos y del obispo español José María Díaz Sanjurjo, tiene lugar la expedición franco-española a Cochinchina, organizada al mando de Rigault de Genouilly, jefe de las fuerzas navales de Francia en China. El conde Alejandro José Colonna-Walewski, ministro francés de Relaciones Exteriores solicitó a la reina Isabel II la cooperación de España a través del envío de tropas desde Filipinas. El gobierno español aceptó enviando alrededor de 1500 hombres bajo las órdenes del coronel Bernardo Ruiz del Valle y Lanzarote, que desembarcó el 31 de agosto de 1858 conquistando las fortificaciones annamitas.
El 16 de febrero de 1859 la ciudad de Saigón también fue conquistada por las tropas de Ruiz del Valle. En el mes de abril del mismo año, a pesar de la disminución de las fuerzas expedicionarias provocadas por el envío de parte del contingente francés a China, se vuelve a producir una nueva victoria contra los annamitas, pero la escasez de tropas obligó al mando francés a evacuar Saigón el 23 de mayo de 1860. En la zona quedaron solo alrededor de 1000 militares franceses y españoles, que lucharon contra las fuerzas annamitas, superiores en número a las suyas.
Las negociaciones de paz no tuvieron éxito y la lucha en Saigón continuó. Finalmente, en 1861, los franceses añadieron fuerzas adicionales en la campaña de Saigón, avanzaron fuera de la ciudad y comenzaron a capturar ciudades en el delta del Mekong. El 5 de junio de 1862, los vietnamitas concedieron y firmaron el Tratado de Saigón por el cual acordaron legalizar la libre práctica de la religión católica; abrir el comercio en el delta del Mekong y en tres puertos en la desembocadura del río Rojo en el norte de Vietnam; ceder las provincias de Biên Hòa, Gia Định y Định Tường junto con las islas de Poulo Condore a Francia; y pagar reparaciones equivalentes a un millón de dólares, suma de la que se apropiaron íntegramente los franceses. 
Tras el convenio de Hué en 1863, el emperador de Annam cedió a Francia la provincia de Saigón, Bien-Hoa y My-tho. Este territorio fue organizado bajo el nombre de Cochinchina francesa. En 1870 el explorador Jean Dupuis remontó el río Songhua hasta Yunnan, pero la guerra franco-prusiana paralizó la misión. Dupuis reanudó sus exploraciones en 1873 y se apoderó de los fuertes de Hanói en Tonkín. En 1874 se firmó un convenio en virtud del cual se abrían tres nuevos puertos al comercio francés y en el mismo año se cedió a este país la zona de la desembocadura del Songhua. A todo esto, el Reino de Annam mantenía el incumplimiento del tratado firmado en 1869; como respuesta el almirante Amédée Courbet destruyó los fuertes de Hué obligando con posterioridad al emperador Tu-Duc a reconocer el protectorado de Francia sobre Annam y Tonkin (25 de agosto de 1884). 
Meses más tarde murió el emperador Tu-Duc, y luego de los efímeros reinados de Kien-Phuc y Ham-Nghi, un sobrino de Tu-Duc llamado Dong Khanh subió al trono (1885-1889). Después de él reinaron Thanh Tai (1889-1907), Duy Tan (1907-1916) y Khai Dinh (1916-1925), al que sucedería su hijo Bao Dai.

### Administración francesa

Mapa de Indochina que muestra los avances y anexiones francesas (en violeta).

Francia asumió la soberanía sobre Annam y Tonkín tras la guerra franco-china, que duró de 1884 hasta 1885. La Indochina francesa fue formada en octubre de 1887 por Annam, Tonkín, Cochinchina y el Reino de Camboya. Laos se agregó en 1893. La federación duró hasta 1954 y la capital era Saigón. Los franceses dejaron en el poder a los soberanos locales, que eran los emperadores de Vietnam, los reyes de Camboya y los reyes de Luang Prabang, pero en la práctica estos actuaban solo como testaferros.
El conflicto territorial en la península Indochina por la expansión de la Indochina francesa condujo a la guerra franco-siamesa de 1893. En 1893, las autoridades francesas en Indochina utilizaron disputas fronterizas, seguidas del Incidente de Paknam, para provocar una crisis. Las cañoneras francesas aparecieron en Bangkok y exigieron la cesión de los territorios de Laos al este del río Mekong.
El rey Chulalongkorn apeló a los británicos, pero el ministro británico le dijo al rey que se pusiera de acuerdo con los términos que pudiera obtener, y no tuvo más remedio que cumplir. El único gesto de Gran Bretaña fue un acuerdo con Francia que garantizara la integridad del resto de Siam. A cambio, Siam tuvo que renunciar a su reclamo sobre la región Shan de habla tailandesa en el noreste de Birmania a los británicos, y el acuerdo final dio a los franceses el control de territorios sustanciales al este del río Mekong, territorio que hoy forma la mayor parte de Laos 
Los franceses continuaron presionando a Siam, y en 1902 este país tuvo que conceder el control francés del territorio en la orilla oeste del Mekong frente a Luang Prabang y alrededor de Champasak en el sur de Laos, así como en el oeste Camboya. Francia también ocupó la parte occidental de Chanthaburi.
En 1904, para recuperar Chanthaburi, Siam tuvo que entregar a Trat y Koh Kong a la Indochina francesa. Trat se convirtió nuevamente en parte de Tailandia el 23 de marzo de 1907 a cambio de muchas áreas al este del Mekong como Battambang, Siam Nakhon y Sisophon.
En la década de 1930, Siam involucró a Francia en una serie de conversaciones sobre la repatriación de las provincias siamesas en poder de los franceses. En 1938, bajo el gobierno del Frente Popular, Francia acordó repatriar Angkor Wat, Angkor Thom, Siem Reap, Siem Pang y las provincias asociadas (aproximadamente 13) a Siam. Mientras tanto, Siam asumió el control de esas áreas, en previsión del próximo tratado. Los firmantes de cada país fueron enviados a Tokio para firmar el tratado que devolvía las provincias perdidas.

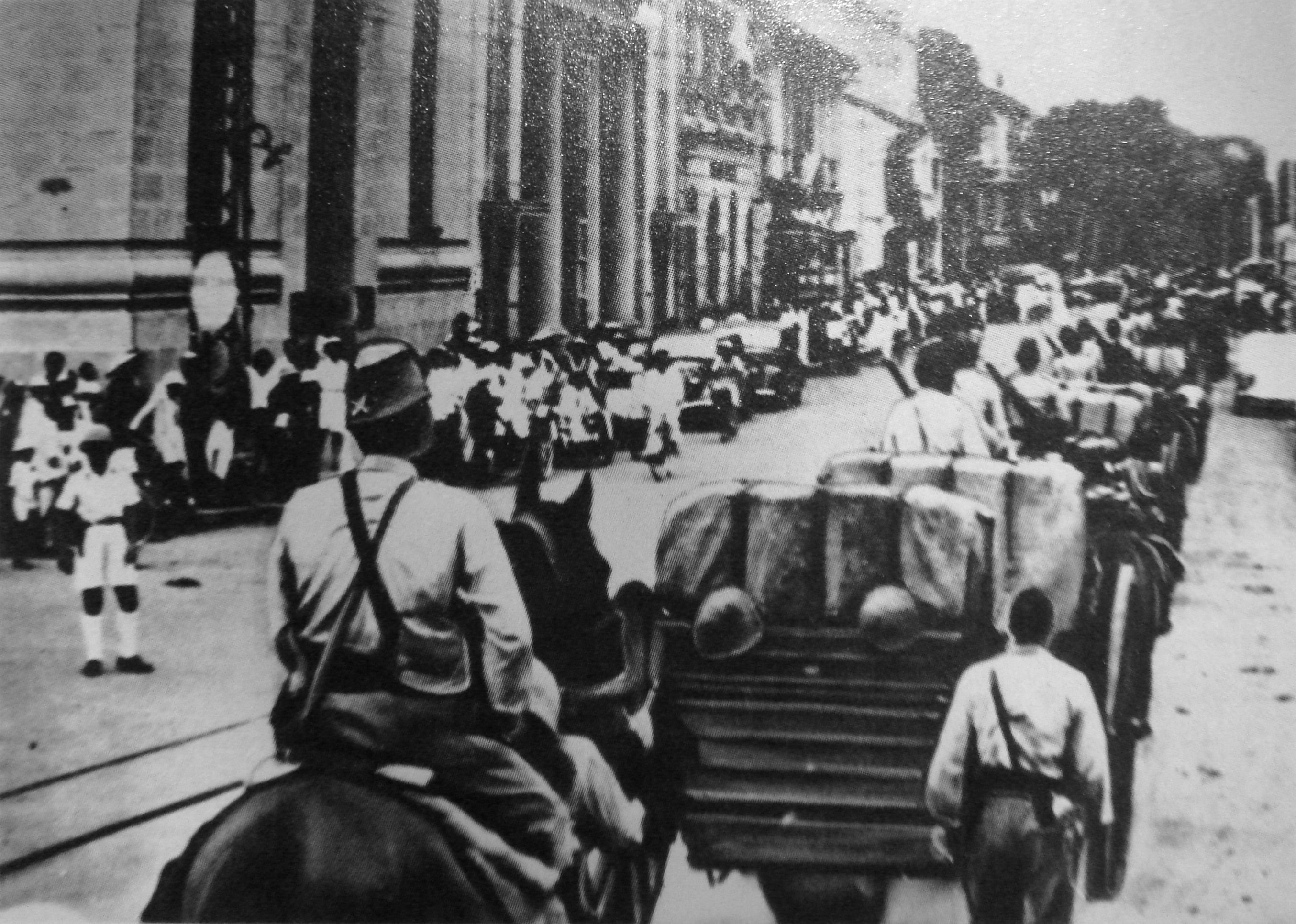
Tropas japonesas entrando en Saigón en 1941, en el contexto de la ocupación de la Indochina francesa.

Tras el comienzo de la Segunda Guerra Mundial, en septiembre de 1940 la Francia de Vichy —que se había sometido a la Alemania nazi— accedió a las demandas de Japón para conseguir el acceso militar a Tonkín. Inmediatamente, esto permitió al Japón un mejor acceso a China durante la segunda guerra sino-japonesa contra las fuerzas de Chiang Kai-shek, pero solo fue parte de la estrategia de dominación de Japón del océano Pacífico y otras porciones del sureste de Asia. No obstante, la ocupación militar no vino acompañada de una influencia en otros ámbitos, dejando la situación administrativa tal y como estaba antes de su llegada.
El 9 de marzo de 1945, ante la situación en la que se encontraba la guerra, Japón decidió aprovechar la coyuntura para tomar el control de la zona. Los japoneses establecieron un control efectivo en la zona hasta la Rendición de Japón.

### Decadencia del poder colonial

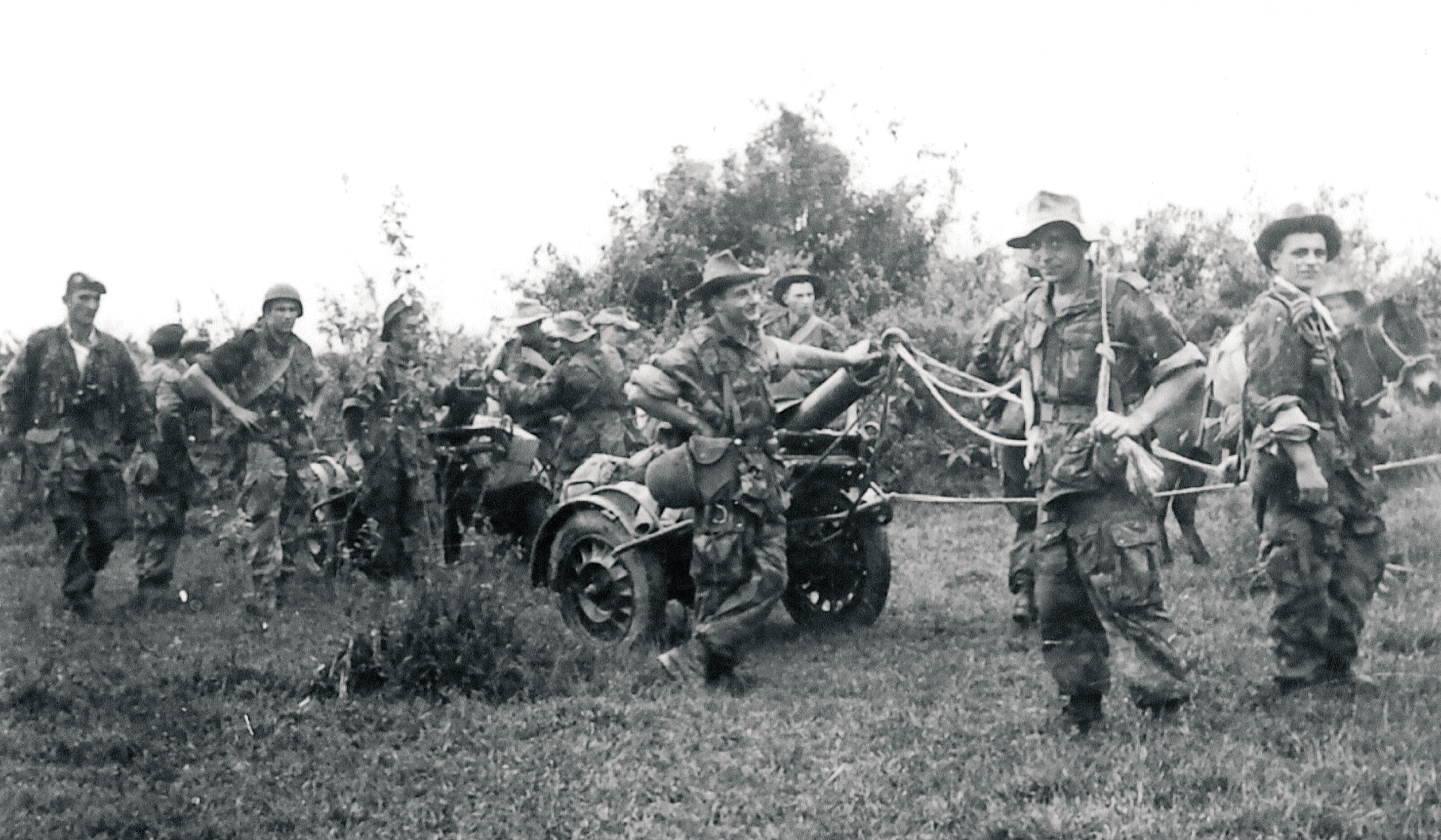
Miembros de la Primera Compañía de Morteros Pesados de Paracaídas Extranjeros durante la guerra de Indochina.

Después de la guerra, Francia intentó controlar de nuevo la región, pero el Vietminh, una organización de nacionalistas comunistas vietnamitas dirigidos por Hồ Chí Minh, se opuso a los franceses con la intención de independizar una Vietnam que fue sometida y explotada por los japoneses durante la Segunda Guerra Mundial. Paradójicamente, los franceses se enfrentaban a un vietnamita instruido en Francia. Durante la Segunda Guerra Mundial, los Estados Unidos habían apoyado al Viet Minh en la resistencia contra los japoneses; este hecho facilitó que ocuparan el vacío de poder en el país después de la marcha de los franceses en marzo de 1945.
En privado el presidente estadounidense Roosevelt y el general Stilwell dejaron en claro que los franceses no volverían a adquirir la Indochina francesa después de que terminara la guerra. Le dijo al secretario de Estado Cordell Hull que los indochinos estaban peor bajo el dominio francés de casi 100 años que al principio. Roosevelt le preguntó a Chiang Kai-shek si quería Indochina, a lo que Chiang Kai-shek respondió: "¡Bajo ninguna circunstancia!".
Después de la guerra, 200 000 tropas chinas bajo el mando del general Lu Han enviadas por Chiang Kai-shek invadieron el norte de Indochina al norte del paralelo 16 para aceptar la rendición de las fuerzas de ocupación japonesas, y permanecieron allí hasta 1946. Los chinos utilizaron el VNQDĐ, la rama vietnamita del Kuomintang chino, para aumentar su influencia en Indochina y presionar a sus oponentes.
Chiang Kai-shek amenazó a los franceses con la guerra en respuesta a las maniobras de los franceses y Hồ Chí Minh uno contra el otro, obligándolos a llegar a un acuerdo de paz, y en febrero de 1946 también obligó a los franceses a entregar todas sus concesiones en China Y renunciar a sus privilegios extraterritoriales a cambio de retirarse del norte de Indochina y permitir que las tropas francesas vuelvan a ocupar la región a partir de marzo de 1946.
Tras persuadir al emperador Bao Dai para abdicar en su favor el 2 de septiembre de 1945, Ho, ya como presidente, declaró la independencia de la República Democrática de Vietnam. Pero antes del final de septiembre, una fuerza conjunta de soldados británicos y franceses, junto con las tropas japonesas capturadas, restauraron el control francés. La lucha dio como resultado la conocida como guerra de Indochina. En 1950, Ho declaró nuevamente una República Democrática de Vietnam independiente, que fue reconocida por el Partido Comunista Chino y la Unión Soviética.
La lucha se mantuvo hasta marzo de 1954, cuando el Vietminh venció a las fuerzas francesas en la decisiva batalla de Dien Bien Phu. Esto conllevó la división del territorio en la República Democrática de Vietnam (en el norte, bajo el control del Vietminh) y el Estado de Vietnam en el sur (con el apoyo de Estados Unidos, Reino Unido y Francia).

### Independencia
El 20 de julio de 1954 se celebró la Conferencia de Ginebra entre Vietnam del Norte y Francia. Las disposiciones incluyeron apoyar la integridad territorial y la soberanía de Indochina, otorgarle la independencia de Francia, declarar el cese de las hostilidades y la participación extranjera en los asuntos internos de Indochina, y delinear las zonas norte y sur en las que las tropas opositoras debían retirarse. Los acuerdos ordenaron la unificación sobre la base de elecciones libres supervisadas internacionalmente que se celebrarán en julio de 1956.
Fue en esta conferencia que Francia renunció a cualquier reclamo de territorio en la península indochina. Estados Unidos y Vietnam del Sur rechazaron los Acuerdos de Ginebra y nunca firmaron. El líder de Vietnam del Sur, Diem, rechazó la idea de elecciones a nivel nacional como se proponía en el acuerdo, diciendo que una elección libre era imposible en el norte comunista y que su gobierno no estaba obligado por los Acuerdos de Ginebra. Francia se retiró y entregó el norte a los comunistas, mientras que el régimen de Bảo Đại, con el apoyo estadounidense, mantuvo el control del sur. Tras lo acaecido en Ginebra Francia abandonó cualquier intención de reclamar el territorio en la península de Indochina.
Los acontecimientos de 1954 marcaron el comienzo de una seria participación de los Estados Unidos en Vietnam y la consiguiente guerra de Vietnam. Laos y Camboya también se independizaron en 1954, pero ambos fueron arrastrados a la guerra de Vietnam.

## Demografía

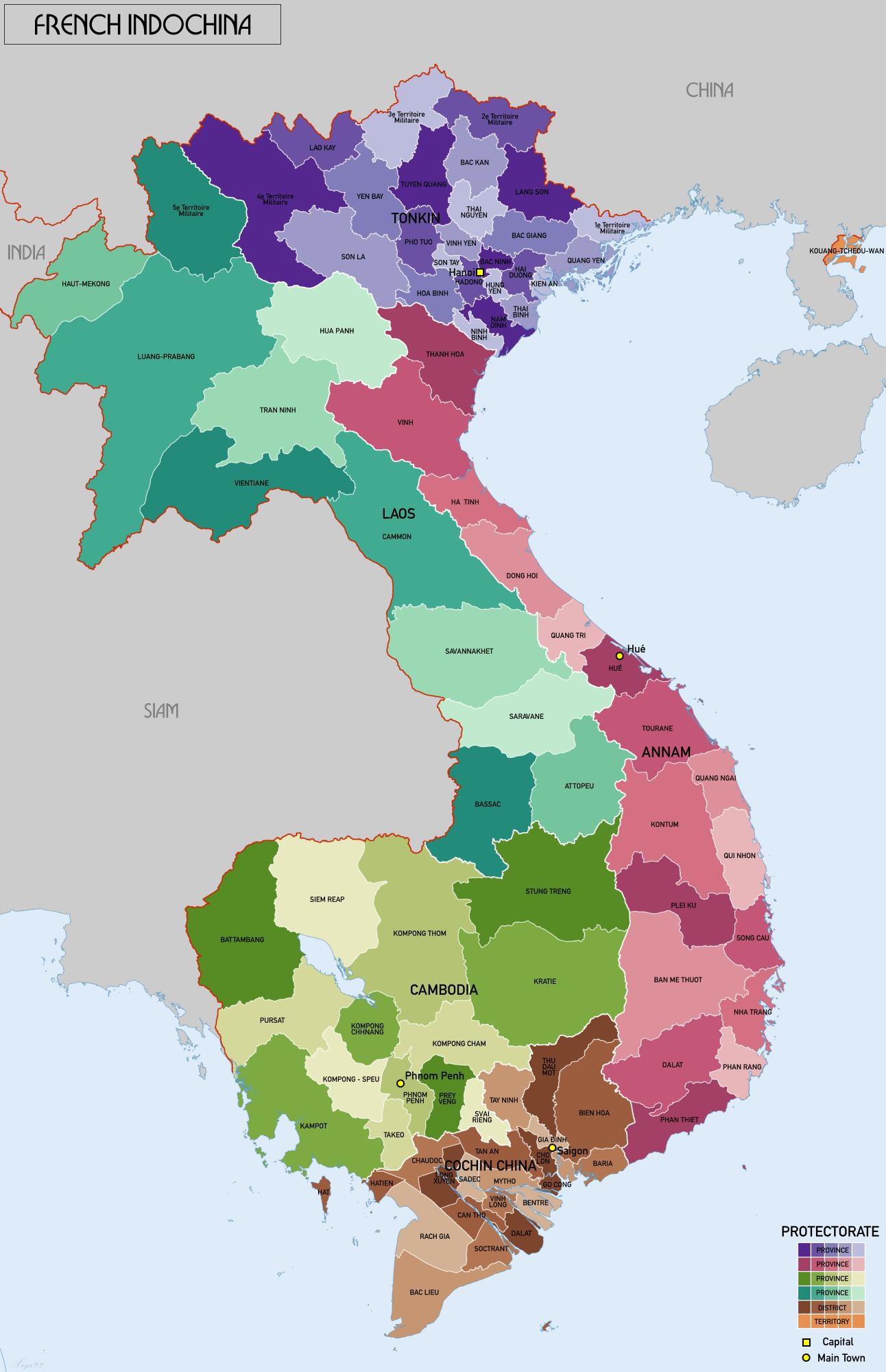
Subdivisiones de la Indochina francesa.

Los grupos étnicos vietnamitas, laosiana y jemer eran la mayoría de las poblaciones de sus respectivas colonias. Grupos minoritarios como los muong, tay, chams y jarai eran conocidos colectivamente como montagnards y residían principalmente en las regiones montañosas de Indochina. Los chinos Han se concentraron principalmente en las principales ciudades, especialmente en el sur de Vietnam y Camboya, donde se involucraron mucho en el comercio. Alrededor del 95% de la población de la Indochina francesa era rural según una estimación de 1913, aunque la urbanización creció lentamente en el transcurso del dominio francés.
La religión principal en la Indochina francesa era el budismo de la vertiente Mahāyāna la que ha sido influida a su vez por las prácticas confucionistas en Vietnam, mientras que el budismo Theravāda estaba más extendido en Laos y Camboya. Durante la época colonial hubo una intensa actividad de los misioneros católicos franceses y, como consecuencia, alrededor del 10% de la población de Tonkín se convirtió a la fe católica, de hecho, cuando se independizaron las citadas naciones, dichas minorías fueron repetidamente reprimidas por los gobiernos que, hasta la actualidad, han regido en la zona. Los orígenes de Cao Đài comenzaron también durante este período.
La población francesa en la península Indochina fue –en relación con la población total– menor que la instalada en otras colonias, como en Argelia. En 1940 había solo alrededor de 40 000 civiles franceses viviendo en Indochina, sin contar los efectivos militares y trabajadores del gobierno. Las principales razones por las cuales el asentamiento francés no creció de manera similar a la del África del Norte Francesa (que tenía una población de más de 1 millón de civiles franceses) se debió a que la Indochina era vista por los franceses como una colonia de explotación económica en lugar de una colonia para el reasentamiento. Además, la distancia con respecto a la metrópoli la convertía en la más alejada de las colonias francesas.
Durante el período colonial, el francés era el idioma principal en la educación, gobierno, comercio y medios de comunicación, y el francés se introdujo ampliamente en la población general. El francés se generalizó entre las poblaciones urbanas y semiurbanas y se convirtió en el idioma principal de la élite y la educación. Esto fue más notable en las colonias de Tonkín y Cochinchina, donde la influencia francesa fue más fuerte, mientras que Annam, Laos y Camboya fueron menos influenciados por la enseñanza francesa. A pesar del dominio del francés en entornos oficiales y educativos, las poblaciones locales todavía hablaban en gran medida sus idiomas nativos. Después de que terminó el dominio francés, el idioma francés todavía se usaba en gran medida entre los nuevos gobiernos (con la excepción de Vietnam del Norte). Hoy, el francés continúa siendo enseñado como un segundo idioma en las antiguas colonias y utilizado en algunos asuntos administrativos.

## Economía

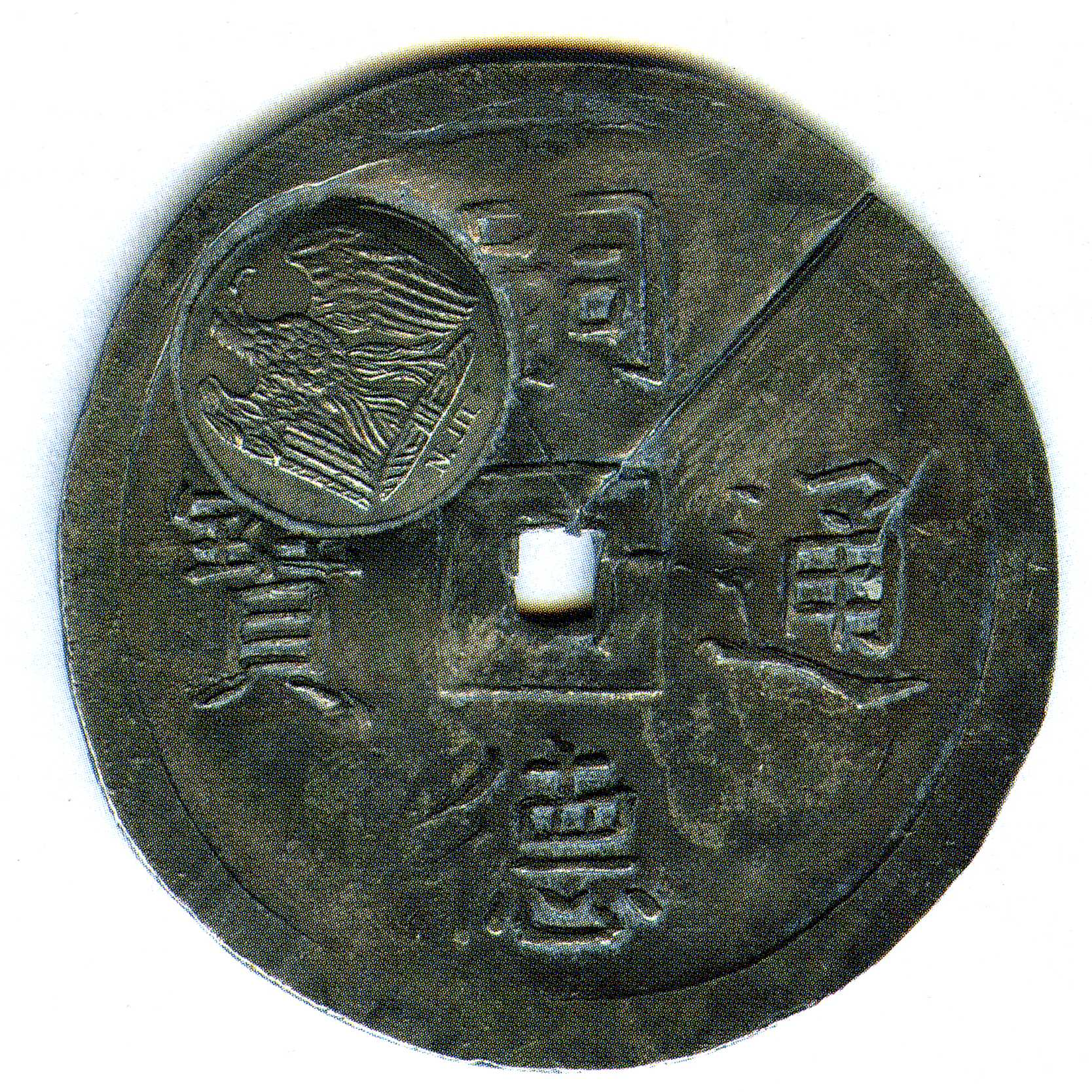
Anverso moneda annamita con resello francés que circuló en Indochina.

Con la llegada de la expedición francoespañola, comenzaron a circular monedas occidentales junto a las ya existentes. Para permitir su utilización, estas piezas se marcaron con un punzón circular que contenía un águila imperial, la letra «N» y en el pie el numeral III. El tamaño del punzón era de 15 milímetros. Se conocen monedas españolas (8 reales), francesas (5 francos), annamitas (dos dragones) y austríacas (talers de María Teresa) con esta contramarca. Todas las monedas que contienen esta marca llevan fecha anterior a 1859, momento en el que se conquista Saigón por parte de Napoleón III. Existen condecoraciones de esta efeméride.
La Indochina francesa fue designada como una colonia de explotación económica por el gobierno francés. La financiación para el gobierno colonial se realizó mediante impuestos a los locales y el gobierno francés estableció un monopolio cercano al comercio de opio, sal y alcohol de arroz. La administración francesa estableció cuotas de consumo para cada aldea vietnamita, obligando así a los aldeanos a comprar y consumir cantidades establecidas de estos bienes monopolizados. El comercio de esos tres productos formó aproximadamente el 44% del presupuesto del gobierno colonial en 1920, pero disminuyó al 20% en 1930 cuando la colonia comenzó a diversificarse económicamente.
El banco principal de la colonia era el Banque de l'Indochine, establecido en 1875 y responsable de acuñar la moneda de la colonia, la piastra indochina. Indochina fue la segunda colonia francesa más invertida en 1940 después de Argelia, con inversiones por un total de hasta 6,7 millones de francos.
A partir de la década de 1930, Francia comenzó a explotar la región por sus recursos naturales y a diversificar económicamente la colonia. Cochinchina, Annam y Tonkín (que abarca Vietnam de hoy en día) se convirtieron en una fuente de té, arroz, café, pimienta, carbón, zinc y estaño, mientras que Camboya se convirtió en un centro de cultivos de arroz y pimienta. Inicialmente, solo se veía a Laos como una colonia económicamente inviable, aunque la madera se cosechaba a pequeña escala desde allí.
A principios del siglo XX, la creciente industria automotriz en Francia dio como resultado el crecimiento de la industria del caucho en la Indochina francesa, y se construyeron plantaciones en toda la colonia, especialmente en Annam y Cochinchina. Francia pronto se convirtió en un productor líder de caucho a través de su colonia y el caucho indochino se hizo preciado en el mundo industrializado. El éxito de las plantaciones de caucho en la Indochina francesa resultó en un aumento de la inversión en la colonia por parte de varias empresas como Michelin. Con el creciente número de inversiones en las minas de la colonia y las plantaciones de caucho, té y café, la Indochina francesa comenzó a industrializarse a medida que se abrían fábricas en la colonia. Estas nuevas fábricas producían textiles, cigarrillos, cerveza y cemento que luego se exportaban a todo el Imperio francés.